# 有年淳
有年 淳（ありとし じゅん、1984年11月19日 -）は、地方競馬の大井競馬場井上弘之厩舎に所属していた元騎手である。地方競馬教養センター長期騎手課程第75期生。JRA競馬学校騎手課程23期（中退）の有年祐は弟。

## 来歴
矢作和人厩舎から騎手デビュー。2002年4月9日大井競馬第2競走選抜3歳一般戦6番人気ウィンリージェントで初騎乗（13頭立て11着）。同年6月14日大井競馬第8競走こと座特別を1番人気タカノダイユウで勝利し、27戦目で初勝利をあげる。
2004年11月11日大井競馬第9競走第37回ハイセイコー記念をトウケイファイヤーで勝利し、重賞初制覇。
2005年3月21日第19回全日本新人王争覇戦出場（7位）。
矢作和人調教師引退に伴い、2009年5月25日付けで井上弘之厩舎へ所属変更。
同じ大井デビューだった同期の和田譲治を当初は大幅にリードしていたが、近年は完全に逆転され、成績も低迷していた。しかし2010年高橋三郎厩舎に移籍してきたプライドキムの騎乗を任されるなど、成績も再び伸びている。
地方通算成績は2672戦170勝・2着174回・3着173回・勝率6.4%・連対率12.9%（2011年12月31日現在）
2021年3月26日をもって、自己都合により引退することが発表された。

## 主な騎乗馬
- トウケイファイヤー（2004年ハイセイコー記念）
- ブラックヘブン（2013年ハイセイコー記念）